# Manfred Krug
Pour les articles homonymes, voir Krug.
Manfred Krug, né le 8 février 1937 à Duisbourg (Allemagne) et mort le 21 octobre 2016 à Berlin (Allemagne), est un acteur, chanteur et écrivain allemand.

## Filmographie partielle
- 1957 : Die Schönste : Gitarrensänger
- 1957 : Mazurka der Liebe : Junger Mann
- 1957 : Vergeßt mir meine Traudel nicht : Passant
- 1958 : Ein Mädchen von 16 ½ : Freddy
- 1959 : Ware für Katalonien : Junger Optikschmuggler
- 1959 : Reportage 57 : Biene
- 1959 : Bevor der Blitz einschlägt : Wolfgang - Lokomotivbauer
- 1960 : Leute mit Flügeln : Dave
- 1960 : Was wäre, wenn...? : Christian Dahlke
- 1960 : Fünf Patronenhülsen : Oleg
- 1961 : Guten Tag, lieber Tag : Peter
- 1961 : Professeur Mamlock (Professor Mamlock) de Konrad Wolf : SA-Sturmbannführer
- 1961 : Drei Kapitel Glück
- 1962 : Auf der Sonnenseite : Martin Hoff
- 1962 : Königskinder : Hauptmann
- 1962 : Revue um Mitternacht : Alexander Ritter
- 1962 : Minna von Barnhelm : Werner
- 1962 : Der Kinnhaken : Georg Nikolaus
- 1963 : Beschreibung eines Sommers : Tom Breitsprecher
- 1963 : Nebel : Jazz-Sänger
- 1963 : Boxer a smrt : Kraft
- 1964 : Das Stacheltier - Engel, Sünden und Verkehr, 1. Schutzengel : PKW-Fahrer auf Bildschirm
- 1964 : Mir nach, Canaillen : Alexander
- 1964 : Das Märchen vom Jens und dem Kasper : Narrator (voix)
- 1965 : Die Antike Münze : Karl Schneider
- 1965 : König Drosselbart : König Drosselbart
- 1966 : Fräulein Schmetterling : Narrator (voix)
- 1966 : Spur der Steine : Hannes Balla
- 1967 : Frau Venus und ihr Teufel : Tannhäuser
- 1967 : Die Fahne von Kriwoj Rog : Jule Hammer
- 1967 : Turlis Abenteuer : Kasper (voix)
- 1968 : Les Adieux : Sack
- 1968 : Hauptmann Florian von der Mühle : Hauptmann Florian
- 1969 : Käuzchenkuhle : Hauptmann
- 1969 : Mit mir nicht, Madam! : Several roles
- 1969 : Weite Strassen stille Liebe : Hannes Kass, Fernfahrer
- 1970 : Meine Stunde Null : Kurt Hartung
- 1970 : Netzwerk : Schaffrath
- 1971 : Husaren in Berlin : Andreas Hatik von Futak
- 1972 : Die gestohlene Schlacht : Christian Kaesebier
- 1972 : Eolomea : Daniel Lagny (voix)
- 1974 : Wie füttert man einen Esel : Fred Stein
- 1974 : Kit & Co : Wild Water Bill
- 1978 : Die Faust in der Tasche : Lukas
- 1978 : Das Versteck : Max Brink
- 1979 : Feuer unter Deck : Otto Scheidel
- 1986 : Whopper Punch 777 : Vater Paletti
- 1990 : Rosamunde : Jablonski
- 1990 : Wenn du groß bist, lieber Adam : Konstantin
- 1990 : Neuner : Neuner
- 1994 : Der Blaue : Otto Skrodt

## Récompenses et distinctions
- Médaille du mérite de la RDA (1973)
- Bambi en or (1984)
- Prix Romy (2006)
- Prix national de la République démocratique allemande
- Officier de l'ordre du Mérite de la République fédérale d'Allemagne
- Prix Steiger